# لاینزگیت فیلمز
لاینزگیت فیلمز (انگلیسی: Lionsgate Films) یک شرکت فیلم‌سازی و توزیع فیلم در کشور ایالات متحده آمریکا است.
این شرکت که در سال ۱۹۶۲ تأسیس و در سال ۱۹۹۸ به عنوان فعلی تغییر نام داده مقر آن در سنتا مونیکا، کالیفرنیا است، از فیلم‌های مطرح لاینزگیت فیلمز می‌توان به گرگ‌ومیش و اره نام برد.

## بالاترین فروش فیلم‌ها
| رتبه | نام                          | سال  | فروش داخلی   | توضحیات                                 |
| ---- | ---------------------------- | ---- | ------------ | --------------------------------------- |
| ۱    | عطش مبارزه: اشتعال           | ۲۰۱۳ | $۴۲۴٬۶۶۸٬۰۴۷ |                                         |
| ۲    | عطش مبارزه (فیلم)            | ۲۰۱۲ | $۴۰۸٬۰۱۰٬۶۹۲ |                                         |
| ۳    | عطش مبارزه: زاغ مقلد - بخش ۱ | ۲۰۱۴ | $۳۳۷٬۱۳۵٬۸۸۵ |                                         |
| ۴    | گرگ‌ومیش: سپیده‌دم - قسمت دوم  | ۲۰۱۲ | $۲۹۲٬۳۲۴٬۷۳۷ | توزیع با همکاری سامیت انترتینمنت.       |
| ۵    | عطش مبارزه: زاغ مقلد - بخش ۲ | ۲۰۱۵ | $۲۸۱٬۷۲۳٬۹۰۲ |                                         |
| ۶    | روز پس از فردا               | ۲۰۰۴ | $۱۸۶٬۷۴۰٬۷۹۹ | انتشار توسط فاکس قرن بیستم.             |
| ۷    | لا لا لند                    | ۲۰۱۶ | $۱۵۱٬۱۰۱٬۸۰۳ | توزیع توسط سامیت انترتینمنت.            |
| ۸    | سنت‌شکن                       | ۲۰۱۴ | $۱۵۰٬۹۴۷٬۸۹۵ | توزیع با همکاری سامیت انترتینمنت.       |
| ۹    | سنت‌شکن: شورشی                | ۲۰۱۵ | $۱۳۰٬۱۷۹٬۰۷۲ | توزیع با همکاری سامیت انترتینمنت.       |
| ۱۰   | فارنهایت ۹/۱۱                | ۲۰۰۴ | $۱۱۹٬۱۹۴٬۷۷۱ | توزیع با همکاری آی‌اف‌سی فیلمز و میرامکس. |